# Laingsburg (Michigan)
Laingsburg è un comune degli Stati Uniti d'America, situato nello Stato del Michigan, nella contea di Shiawassee.